# Oberschwaben

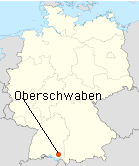
Oberschwaben

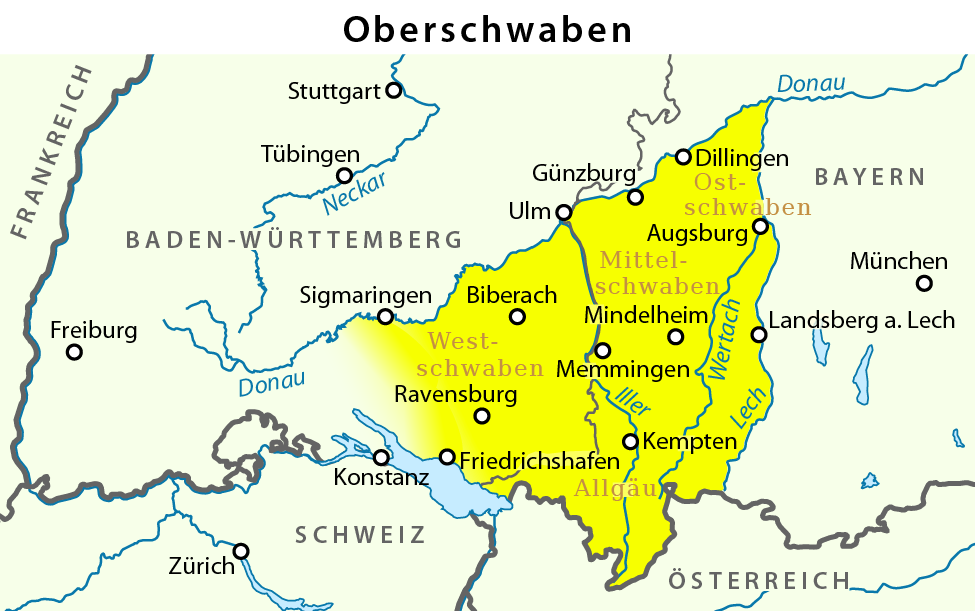

Oberschwaben este o regiune din Baden-Württemberg, Germania situată între Schwäbische Alb, Dunăre, Lech, Bodensee și granița cu Austria. Regiunea Oberschwaben, împreună cu Unterschwaben (Niederschwaben), alcătuiește ținutul Schwaben. A făcut parte din Francia Răsăriteană, regat care a luat naștere în 843 după Tratatul de la Verdun, iar ulterior din Sfântul Imperiu Roman.

## Date geografice
Oberschwaben este situat în sud-estul landului Baden-Württemberg și sud-vestul landului Bavaria, ea fiind traversată de râul Schussen. În regiune se practică agricultura, cu ramurile mai importante ca pomicultura, legumicultura precum și creșterea animalelor.

## Localități
- Augsburg,
- Bad Buchau,
- Biberach an der Riß,
- Donauwörth,
- Friedrichshafen,
- Konstanz,
- Isny,
- Kaufbeuren,
- Kempten,
- Leutkirch,
- Lindau,
- Pfullendorf,
- Memmingen,
- Ravensburg,
- Überlingen,
- Ulm,
- Wangen,
- Aulendorf,
- Bad Saulgau,
- Bad Schussenried,
- Bad Waldsee,
- Bad Wurzach,
- Ehingen (Donau),
- Erbach (Donau),
- Illertissen,
- Laupheim,
- Mengen,
- Neu-Ulm,
- Ochsenhausen,
- Riedlingen,
- Scheer,
- Sigmaringen,
- Tettnang,
- Weingarten,
- Weißenhorn.